# Opération Bodenplatte
Seconde Guerre mondiale
L'opération Bodenplatte fut une opération aérienne de la Luftwaffe destinée à paralyser les forces des Alliés dans le cadre de la bataille des Ardennes. Elle avait pour objectif d'acquérir la supériorité aérienne au-dessus du champ de bataille afin de soulager les troupes allemandes alors engagées dans leur contre-attaque. Mettant en œuvre une force de frappe de plus de 900 chasseurs, chasseurs de nuit, bombardiers et avions de reconnaissance, l'opération visait la destruction au sol de l'aviation alliée basée dans une zone comprenant le nord-est de la France, l'est de la Belgique et le sud des Pays-Bas. Bodenplatte était initialement programmée pour le 16 décembre 1944 mais les mauvaises conditions météo la repoussèrent de manière répétée jusqu'au jour de l'an 1945.
Le secret fut si bien gardé qu'une partie des forces terrestres et maritimes allemandes ne furent pas informées de l'opération. Si les services Ultra britanniques enregistrèrent des mouvements, ils ne réalisèrent pas non plus l'imminence de l'attaque. Il en résulta une certaine surprise chez les Alliés et un certain succès tactique allemand. Cependant, les pertes occasionnées en pilotes - dont plusieurs leaders expérimentés - ne purent jamais être compensées alors que les avions alliés détruits au sol étaient rapidement remplacés. La Luftwaffe n'obtint pas la supériorité aérienne, ne serait-ce que temporairement, tandis que les troupes allemandes continuèrent à être exposées aux attaques des Alliés jusqu'à la chute du IIIe Reich.

## Contexte
Afin d'enrayer l'avance des Alliés en Europe, Hitler décida à l'automne 1944 d'une contre-offensive terrestre dans les Ardennes. Le soutien de la Luftwaffe lui étant indispensable, il ordonna le 16 septembre au Generalleutnant Werner Kreipe de planifier les opérations aériennes. Le 21 octobre, Kreipe demanda à la Reich Luftflotte le transfert de six à sept escadres de chasse et une d'attaque au sol au Luftwaffenkommando West. Le 14 novembre, Hermann Göring ordonna au II. Fliegerkorps, renforcé par la 3e Jagddivision et la SG 4, de préparer leurs unités pour une attaque au sol de grande envergure à l'Ouest. Les préparatifs devaient être terminés le 27 novembre et l'attaque devait être menée le premier jour de l'offensive.

## Organisation

### Planification
Le Luftwaffenkommando West réunit toutes les unités concernées (à l'exception des JG 300 et 301) pour une planification à Flammersfeld le 5 décembre. À la tête du II. Fliegerkorps depuis un mois se trouve le jeune Generalmajor Dietrich Peltz qui le 14 décembre, lance officiellement les plans de l'attaque. Ancien pilote de Stuka puis sur bombardier conventionnel, Peltz était un expert de l'attaque au sol et le candidat idéal pour planifier l'opération. Le 15 décembre, le plan fut mis en chantier avec l'aide des responsables de la Luftwaffe sur le front Ouest, parmi eux Gotthard Handrick à la tête de la chasse dans le secteur du Rhin moyen ainsi que Walter Grabmann et Karl Hentschel, respectivement commandants des 3e et 5e Jagddivision. Une partie ou la totalité de onze Jagdgeschwader ainsi que la SG 4 constituaient le dispositif d'attaque principale, auxquelles on rattacha des éléments de la Nachtjagd.  
Toutefois, le mauvais temps en ce milieu de décembre ne permit - à de rares exceptions près - d'effectuer des missions aériennes. La RAF et l’USAAF se retrouvaient dans l'impossibilité de soutenir leurs forces terrestres tout comme la Luftwaffe qui ne pouvait mener à bien l'opération prévue. Ces aléas reportèrent constamment sa mise en œuvre qui faillit être purement et simplement annulée. À ce moment-là, l'armée allemande avait perdu son élan devant la résistance des Alliés qui avaient profité d'une accalmie météo en toute fin d'année pour opérer depuis les airs. La Wehrmacht tenta alors de contre-attaquer en lançant l'opération Northwind prévue le 31 décembre 1944 et Bodenplatte fut finalement confirmée le lendemain le 1er janvier 1945. Ce hasard du calendrier permit aux Allemands de tabler sur « l'esprit festif » des Alliés et un éventuel manque de vigilance de leur part,.

### Cibles et ordre de bataille
Le plan était simple : attaquer au petit matin en rase-motte une quinzaine de bases aériennes alliées en Belgique, aux Pays-Bas et en France afin de paralyser le maximum d'avions, hangars et pistes. La force principale était composée de Bf 109 et de Fw 190. Les unités de chasseurs de nuit équipées de Ju 88 jouaient le rôle d'éclaireurs. Parallèlement, d'autres chasseurs équipés de caméras accompagnaient chaque formation pour des prises de vue. Enfin, une mission de reconnaissance globale menée par des avions à réaction Me 262 et Ar 234 devait évaluer les dégâts puis couvrir si possible la retraite des chasseurs à moteurs à pistons sur leur chemin de retour.
La liste ci-dessous fait état des cibles désignées pour chaque unité :
| Unités allemandes | Cibles              | Codes cibles | Forces aériennes | Principaux avions                        |
| ----------------- | ------------------- | ------------ | ---------------- | ---------------------------------------- |
| JG 1              | Maldegem            | B-65         |                  | Spitfire                                 |
| JG 1              | Saint-Denis-Westrem | B-61         |                  | Spitfire                                 |
| JG 1              | Ursel               | B-67         |                  | Mosquito, Lancaster, B-17                |
| JG 2 et SG 4      | Saint-Trond         | A-92         |                  | P-47                                     |
| JG 3, KG 51       | Eindhoven           | B-78         | /                | Typhoon                                  |
| JG 4              | Le Culot            | A-89         |                  | P-47, F-5                                |
| JG 6              | Volkel              | B-80         |                  | Tempest                                  |
| JG 11             | Asch                | Y-29         |                  | P-47, P-51                               |
| JG 26, JG 54      | Bruxelles-Evere     | B-56         |                  | Spitfire                                 |
| JG 26, JG 54      | Grimbergen          | B-66         |                  | Spitfire,                                |
| JG 27, JG 54      | Bruxelles-Melsbroek | B-58         | /                | Mitchell, Spitfire, Wellington, Mosquito |
| JG 53             | Metz-Frescaty       | Y-34         |                  | P-47                                     |
| JG 53             | Étain-Rouvres       | A-82         |                  | P-47                                     |
| JG 77             | Anvers-Deurne       | B-70         | /                | Spitfire, Typhoon                        |
| KG 51, KG 76      | Gilze en Rijen      | B-77         |                  | Spitfire, Mustang                        |

À noter que toutes les formations allemandes ne frappèrent pas le bon aérodrome alors que d'autres furent impliquées dans l'opération malgré elàes :
| Aérodromes  | Codes | Forces aériennes | Principaux avions      |
| ----------- | ----- | ---------------- | ---------------------- |
| Heesch      | B-88  |                  | Spitfire               |
| Helmond     | B-86  |                  | RAF Regiment Squadrons |
| Woensdrecht | B-79  |                  | Spitfire               |
| Ophoven     | Y-32  |                  | Spitfire               |

### Noms de code
À la suite du raid, les Alliés retrouvèrent plusieurs journaux de bord d'avions allemands abattus. Dans l'un d'eux était écrit « Auftrag Hermann 1.1. 1945, Zeit: 9.20 Uhr » ce qui conduisit les Alliés à penser que l'opération avait été nommée « Hermann » pour Hermann Göring. L'opération impliqua l'utilisation de cinq autres codes différents :
- Varus : indiquant que l'opération était confirmée et qu'elle surviendrait dans les 24 heures
- Teutonicus : autorisation pour briefer les pilotes et de préparer l'armement et les avions prêt à décoller
- Hermann : donnant la date exacte et l'heure de l'attaque
- Dorothea : indiquant un délai pour l'attaque
- Spätlese : annulation de l'attaque après le décollage des formations

### Carences allemandes
L'opération comportait d'emblée de sérieuses lacunes. Les planificateurs avaient établi des trajectoires de vol au-dessus des zones les plus lourdement défendues de l'Europe, notamment la zone de lancement de V2 autour de La Haye. Ces sites étaient protégés par de nombreuses unités de défense anti-aérienne Flak. En 1944, le commandement de l'air Ouest avait 267 batteries lourdes et 277 batteries moyennes ou légères auxquelles s'ajoutaient 100 batteries de la Kriegsmarine le long de la côte hollandaise. La plupart d'entre elles se situaient dans le secteur de la 16e division AAA, avec une station de contrôle à Doetinchem, 24 km au nord-est d'Arnhem. Quelques-unes des unités de Flak avaient bien été prévenues de l'opération, mais ne furent pas tenues au courant de la date ni du plan de vol des formations allemandes. En conséquence, des avions allaient irrémédiablement être victimes de tirs fratricides avant d'avoir pu débuter leurs attaques.
Un autre problème à cette époque était la formation des pilotes allemands. Après cinq années de guerre et la perte de nombreux vétérans, bien des pilotes qui composaient la Luftwaffe étaient alors inexpérimentés et faiblement entraînés, déficients au tir, au pilotage et à la navigation. Les instructeurs expérimentés faisaient défaut et bien des unités d'entraînement devaient voler près des unités en opération afin de les renforcer. Les jeunes pilotes à l'entraînement se retrouvaient donc sous le feu des chasseurs alliés à long rayon d'action et disposaient de peu d'endroits où voler sans être attaqués. La pénurie de carburant impliquait également de voler haut et lentement afin d'économiser le précieux liquide, et donc de s'exposer aux obus de la DCA.
L'opération exigeait évidemment le secret militaire et un strict silence radio de façon à garantir la surprise. Les cartes étaient à moitié complètes, identifiant seulement les cibles, sans tracé des routes de vol ni du point de départ au cas où les documents tomberaient entre les mains de l'ennemi. La plupart des commandants se virent aussi refuser la permission d'informer leurs pilotes jusqu'à quelques heures du décollage, ce qui ajouta encore plus à la confusion. Seul l'essentiel du plan fut communiqué. Quand les opérations débutèrent, certains pilotes ne comprenaient pas à quoi allait servir l'opération ou ce qu'on exigeait tout simplement d'eux,. Ils étaient convaincus de faire juste un passage en force au-dessus du front en se rassurant qu'ils n'auraient qu'à suivre leurs leaders tout le long du vol.

« Avec une grandiose irresponsabilité, Göring avait mobilisé près d'un millier d'avions pour l'appui au sol. Cet effort pour impressionner Hitler conduisit à l'annihilation de la Luftwaffe comme force effective et assura aux Alliés une suprématie aérienne à-peu-près totale. »

— A. Beevor, op. cit., 2002, p. 47

### Echec du renseignement allié
De leurs côtés, les services de renseignement alliés ne réussirent pas à déceler les intentions allemandes. Plusieurs indications émanèrent pourtant de ce qui se préparait dans les transcriptions Ultra. Ainsi le 4 décembre 1944, on détecta que le II Jagdkorps stockait des aides à la navigation, comme des bombes fumigènes et des fusées éclairantes, avec ordre de les utiliser en temps voulu pour une opération d'une durée d'une heure. Huit jours plus tard, Ultra décela que des Ju 88 devaient utiliser les fusées pour guider des formations de chasseurs. Un ordre similaire émana le jour suivant et le renseignement conclut en toute logique que ces instructions concernaient une mission d'appui au sol, sans pour autant davantage de précisions sur le nom de la cible. Le 21 décembre, un message de la 3e Jagddivision fut intercepté confirmant que les emplacements d'atterrissage d'urgence lors d'un « décollage spécial » demeuraient inchangés, tandis qu'un autre le lendemain montrait que plusieurs Gruppen pratiquaient des attaques à basse altitude à l'entraînement. Ces signaux d'alertes perdurèrent jusqu'au 31 décembre, ce qui donnait une claire indication que quelque chose se tramait. À chaque fois pourtant, les services de renseignement ne firent pas états de ces observations.

## Déroulement
La force principale, soit quelque 824 chasseurs flanqués de 33 avions munis de caméras, entra en action vers 8 h bien que quelques-uns durent revenir à leur base pour problème technique. La formation se dirigea ensuite vers une dizaine de bases alliées guidée par 44 chasseurs de nuit. 28 jets s'élancèrent une heure après essentiellement pour observer les résultats de l'opération, qui furent globalement mitigés. Si elle connut un franc succès sur certains objectifs, l'attaque se solda à d’autres endroits par un bilan négligeable, voire un sanglant échec pour l’agresseur et coûteuse en vies humaines. Les détails de l'opération sont donnés ci-dessous.

### Bataille rangée près de Gand (JG 1)
La JG 1 « Oesau » combattait exclusivement sur le front Ouest européen depuis sa création. À peine réorganisée après la perte, moins d'une semaine auparavant, de 39 pilotes dont plusieurs grands as, l'escadre se retrouve renforcée du NAGr 1 de reconnaissance et se voit confier l'attaque de trois aérodromes en Belgique proche de Gand : Maldegem, Ursel et St. Denis-Westrem. Situés sur un axe nord sud-est, deux de ces terrains disposent de plusieurs unités de Supermarine Spitfire, mais celui d'Ursel n'accueille que quelques appareils non opérationnels.
Le Kommodore de l'unité l'Oberstleutnant Herbert Ihlefeld décolla en premier de Twente à 8 h 12, rejoint par 22 Fw 190 du I./JG 1. Un des pilotes du Gruppe rencontra des problèmes moteur et son retard l'amena à se joindre au II./JG 1. Le III./JG 1 prit l'air vers 8 h et la douzaine de Bf 109 suivirent de près le I. Gruppe, le tout guidé par trois Ju 88 de la NJG 1. Au même moment, 36 Fw 190 du II./JG 1 décollèrent à leur tour guidés par un Ju 88, destination St. Denis Westrem où des Spitfire de Squadrons polonais sont en l'air pour une mission tactique. I. et III./JG 1 traversèrent le nord des Pays-Bas pour se retrouver sous les tirs de la Flak puis des batteries côtières non prévenues de l'opération. Quatre Fw 190 furent abattus dont celui d'Herbert Ihlefeld qui sera le seul survivant. Deux Ju 88 qui précédaient le III./JG 1 subirent également le même sort, causant la mort d'un équipage et trois blessés dans l'autre, dont un mortellement.

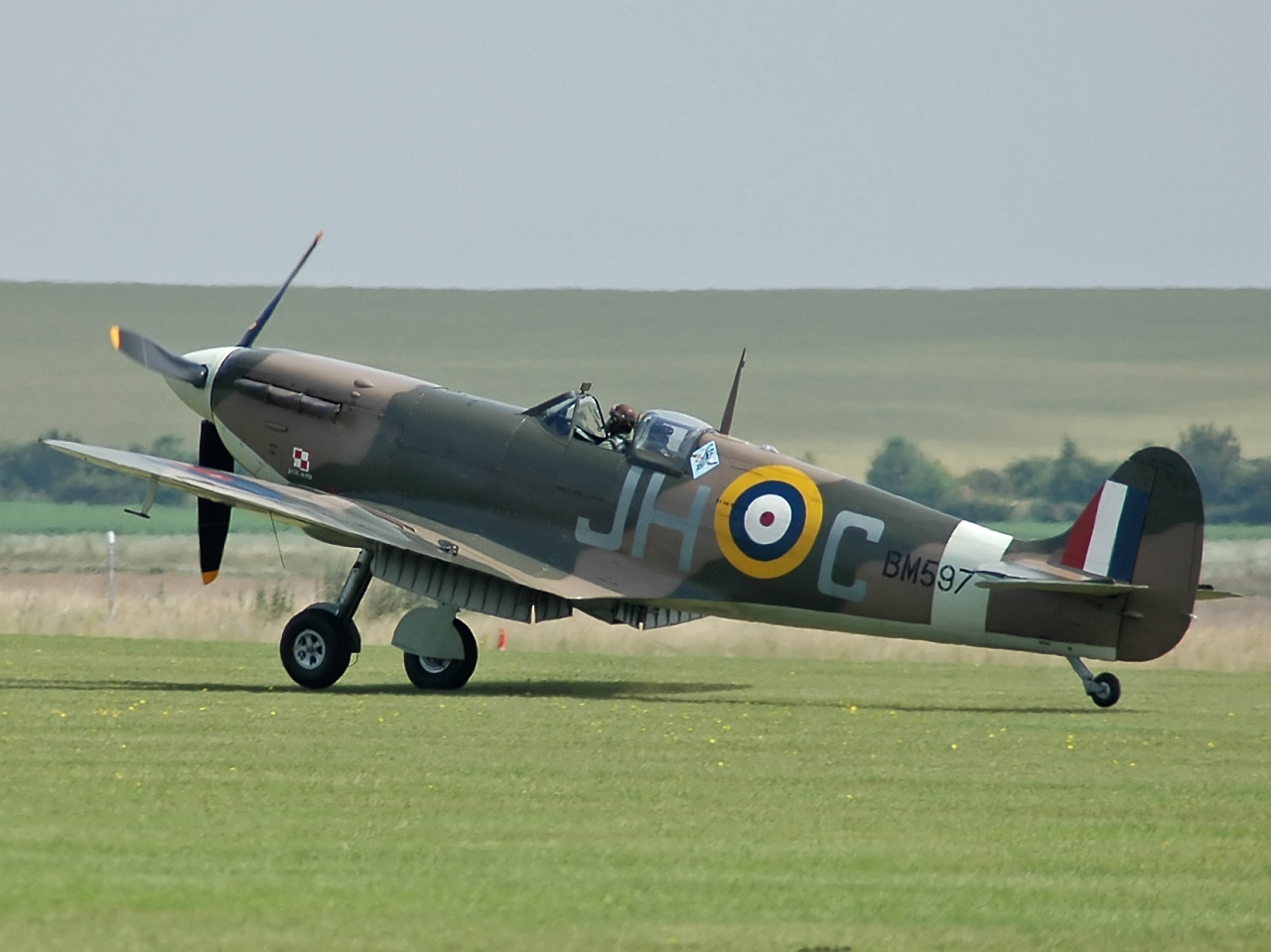
Spitfire Mk VB BM597 aux couleurs du Squadron polonais. Cette unité tout comme la revendiquèrent une dizaine d'appareils de la JG 1.

En raison de trajectoires convergentes et du silence radio, quelques FW 190 du I./JG 1 dont celui du Kommandeur bifurquèrent malencontreusement sur St. Denis-Westrem. Ce dernier se retrouva dans la mire d'un Spitfire polonais qui l'abattit tandis que deux des assaillants tombaient à leur tour ; les autres FW 190 s'extirpèrent du combat et prirent le chemin du retour. Le reste du I./JG 1 tout comme leurs camarades du III./JG 1 déboulèrent correctement sur le terrain de Maldegem et mitraillèrent le parc de chasseurs malgré la gêne occasionnée par la fumée. Ils eurent quasiment le  champ libre pour transformer l'aérodrome en brasier et seul un Bf 109 ne rentra pas durant l'attaque. Mais les pertes auraient pu être bien plus lourdes pour les Allemands si les défenses anti-aériennes n'avaient pas été retirées en décembre.
Une poignée de Fw 190 de la seule 4./JG 1 se dirigea plus au sud sur Ursel et perdit un Fw 190 d'un tir au sol avant d'atteindre la cible. Son pilote fut capturé quoique sévèrement blessé. Les assaillants restants mitraillèrent ensuite les quelques appareils stationnés sur place avant de repartir, un vol retour loin d'une sinécure car les I. et III./JG 1 laissèrent encore plusieurs appareils sur le carreau, pour l'essentiel du fait de tirs au sol.
À 9 h 30, le II./JG 1 flanqué du Fw 190 retardataire du I. Gruppe attaquèrent St. Denis-Westrem et mitraillèrent sans résistance un grand nombre d'avions au sol. Prévenus par radio, les 308 et 317 Squadrons polonais de retour de mission tombèrent sur les Allemands en pleine action et les deux protagonistes à court de carburant se livrèrent à un violent combat aérien. Attaquant d'une plus haute altitude, les Polonais ont l'avantage mais plusieurs devront effectuer un atterrissage forcé une fois les réservoirs vides, non sans avoir abattu 8 Fw 190 et probablement 3 autres. Alerté, des canons Bofors de 40 mm entrèrent en action et détruisent encore deux Fw 190 au retour.
C'est un Herbert Ihlefeld furieux qui revient parachute sous le bras, lui-même descendu par sa propre Flak avant même le début de la mission. Les rapports de combat des Bf 109 du NAGr 1 puis une comparaison avec les chiffres britanniques firent état de 15 Spitfire détruits au sol à Maldegem. Les quatre appareils stationnés à Ursel furent également détruits, tout comme 28 monomoteurs et 4 quadrimoteurs à Saint-Denis-Westrem, en plus de 8 victoires revendiquées lors des combats aériens. En contrepartie, la JG 1 perdit 29 appareils et 24 pilotes dont 8 capturés.

### Objectif inatteignable (JG 2 & SG 4)
La célèbre JG 2 « Richthofen » combat à l'Ouest depuis 1939 et en encourt les stigmates en particulier depuis la Normandie. Elle compte néanmoins bon nombre des derniers modèles de chasseurs Fw 190D « Dora » et Bf 109K-4 malgré des terrains régulièrement bombardés par les Alliés. Son rôle est depuis peu d'escorter la SG 4 équipée de Fw 190F récemment déployée à Bastogne. Les deux unités, commandées par deux vétérans de la première heure hautement décorés, l'Oberstleutnant Kurt Bühligen et l'Oberst Alfred Druschel, ont désormais la tâche de frapper la base aérienne de Saint-Trond. 

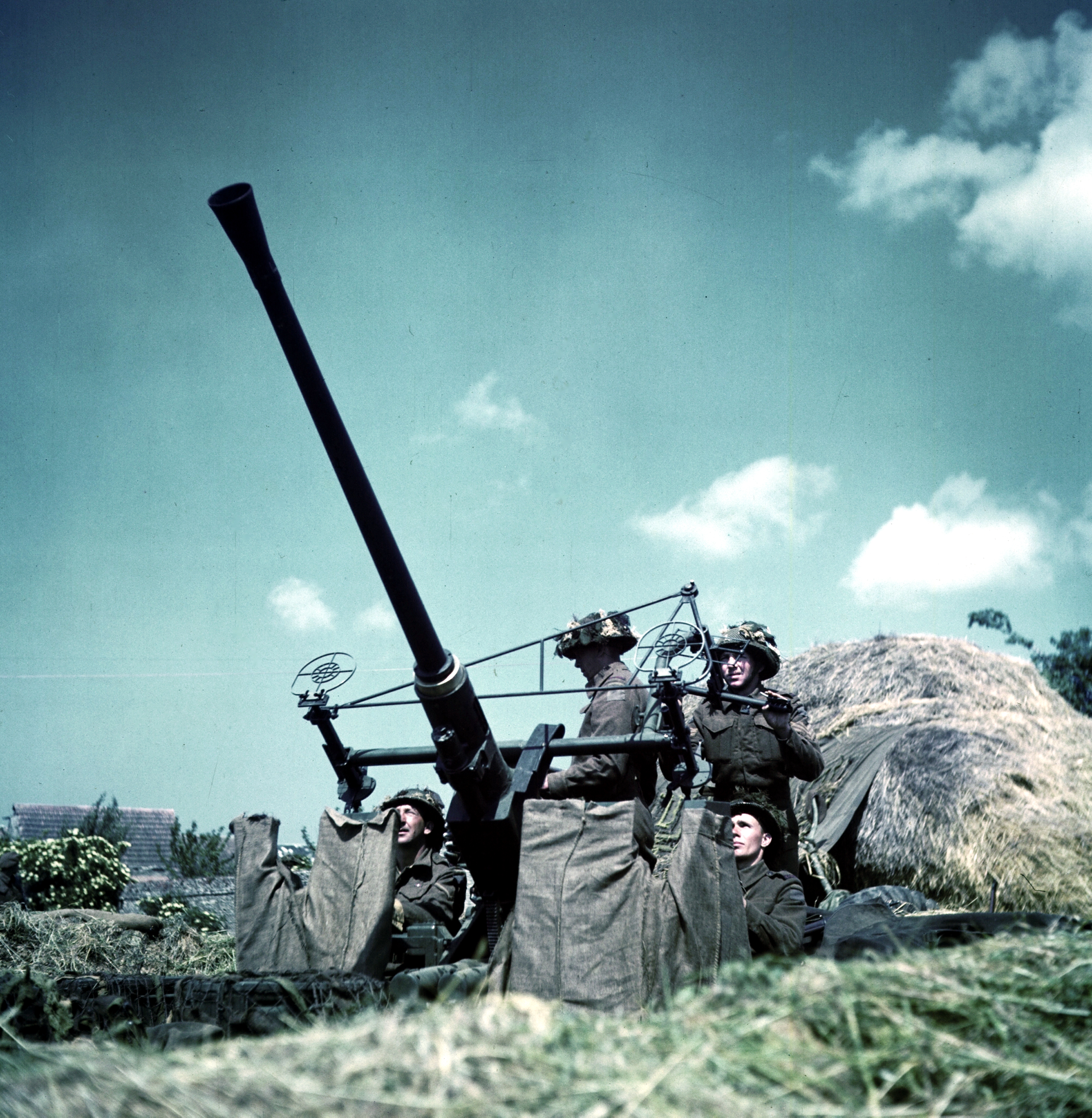
Un canon Bofors de 40 mm ici manœuvré par des soldats britanniques. La DCA américaine décima littéralement la JG 2 qui n'atteindra jamais sa cible.

La JG 2 décolla de trois aérodromes entre 8 h et 8 h 30, soit 3 Fw 190 du Stab, 33 du I./JG 2, 20 Bf 109 du II. Gruppe, et encore 28 Fw 190 pour le III./JG 2 dont un pilote se blessa en crashant son appareil au décollage, tandis qu'un autre se tuait peu après à la suite d'une grave avarie moteur. Pour une raison inconnue, Bühligen lui-même ne participa pas à la mission. Deux Ju 88 de la NJG 101 et un de la NJG 4 assurèrent une partie de la navigation mais ce dernier se fit abattre au retour par un P-47 du 50th Fighter Group (équipage tué). Peu après 9 h, l'escadre approcha la ligne de front aux alentours de Malmedy et fut accueillie par d'intenses tirs de DCA alliée, la zone étant à la fois en proie aux combats au sol et la cible régulière de bombes volantes V1. Premier à en faire les frais, le I./JG 2 qui perd dix avions en quelques minutes et autant pour le III./JG 2 dans la foulée, en plus d'un Fw 190 du Stab qui l'accompagne. Davantage excentré, le II./JG 2 subit un sort moindre victime de tirs plus « légers », se soldant tout de même par plusieurs pertes dont la capture de son Kommandeur.
Complètement désorganisés, les chasseurs tentèrent tout de même d'attaquer Saint-Trond mais ciblèrent par erreur les aérodromes d'Asch et d'Ophoven. Certains Fw 190 et Bf 109 effectuèrent quelques mitraillages et des tirs de roquette de 21 cm sur des appareils au sol. Chassés par les Mustang, les Allemands ne s'attardèrent pas plus longtemps sur zone et s'ils ne subirent que deux pertes lors de l'attaque proprement dite, la DCA alourdit encore l'addition en abattant une dizaine d'assaillants sur leur chemin de retour. Un Fw 190D fut également victime d'un Spitfire. En définitive, la JG 2 perdit 43 de ses 84 avions engagés et 33 pilotes (21 tués ou disparus et 12 capturés), la plupart descendus par la DCA avant d'avoir pu atteindre la cible. Ses résultats sur Asch et d'Ophoven demeurent quant à eux inconnus.
La mission de la SG 4 fut également un désastre. Le Stab et les trois Gruppen soit 40 Fw 190F firent jonction en vol autour de 9 h. Quatre appareils du III./SG 4 refusèrent de démarrer à cause du froid, et deux autres avortèrent la mission peu après le décollage, un des pilotes effectuant même un atterrissage sur le ventre. Lors de la phase de regroupement, les chasseurs coupèrent la route de ceux de la JG 11 ce qui rompit la formation. Quelques pilotes rejoignirent cette dernière, mais les différents groupes se retrouvèrent dans l'impossibilité de retrouver leur cohésion et décidèrent de revenir à leur terrain. Seul le Kommodore Druschel continua alors avec cinq autres pilotes du III./SG 4 qui avaient perdu le contact avec leur leader.
Les avions restants traversèrent le front près de la forêt de Hürtgen vers 9 h 10 et sont cueillis par des batteries américaines de DCA près d'Aix-la-Chapelle. Les canons de 40 mm abattent trois avions faisant deux morts (dont Druschel lui-même) et un capturé, et endommagent un quatrième appareil qui parviendra à rejoindre sa base. Des trois Fw 190 qui s'étaient joints à la JG 11, un sera également perdu près d'Aix-la-Chapelle mais les deux autres poursuivront la mission et délivreront leurs roquettes sur la base d'Asch. Pris à partie par des P-47 du 366th Fighter Group, un des assaillants est abattu tandis que l'autre pourra rentrer. Les deux Me 109G du NAGr 1 chargés de filmer l'opération rentreront également, non sans avoir échappé à un véritable déluge de feu venu du sol.

### Raid allemand sur Eindhoven (JG 3)
Bien qu'elle ait réalisé ses principaux faits d'armes en URSS, la JG 3 « Udet » ne s'en est pas moins distinguée dans la défense du Reich depuis septembre 1943, mais le paya au prix fort de nombreux as. Commandée par le Major Heinrich Bär, l'escadre privée de son II. Gruppe en cours de reconstitution, a désormais pour objectif la base d'Eindhoven occupée par des Squadrons de chasseurs britanniques.

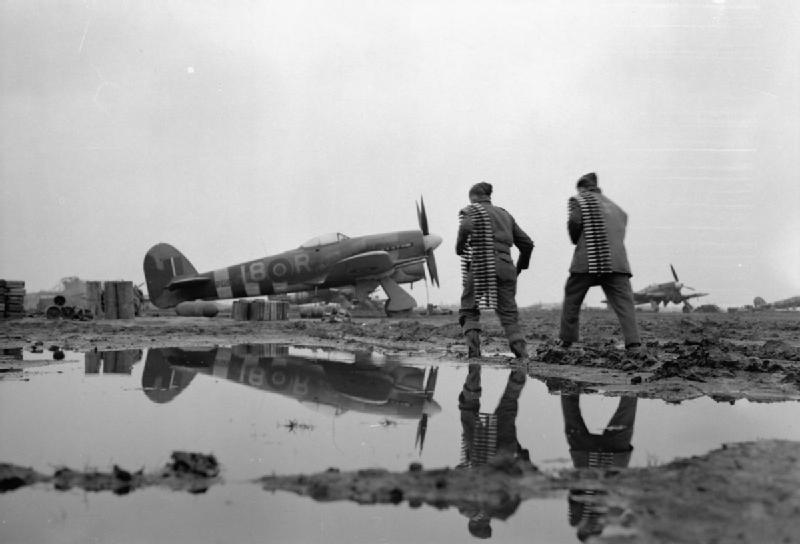
Un Typhoon du 440 Squadron de l'aviation royale canadienne (RCAF) aux Pays-Bas en 1944. Cette unité perdit 13 avions le 1 janvier 1945 et demeura inopérante jusqu'à remplacement de son parc aérien.

A 8 h 22, les 19 Fw 190 du IV./JG 3 s'élancèrent en premiers suivis par 15 Bf 109 du III./JG 3, auxquels se joignirent trois Focke-Wulf du Stab, dont un fit demi-tour pour problème électrique. 22 Bf 109G du I./JG 3 décollèrent à leur tour mais un de ses chefs d'escadrille dut également abandonner pour problème moteur. Le Major Bär s'envola en tout dernier sur son Fw 190D « long nez » plus rapide et mènera toute la mission en solo, tandis que les 59 autres appareils sont menés par trois Ju 88 de la NJG 101. 
Parvenus à la ligne de front sans encombre vers 9 h, les Ju 88 quittèrent la formation laissant la JG 3 faire route seule pour Eindhoven, où quelques appareils anglais décollèrent pour leurs missions quotidiennes. Un quart d'heure après, le Staffelkapitän de la 10./JG 3 accrocha une ligne électrique et le Me 109 et son pilote s'écrasèrent au sol, tandis qu'un sous-officier du I. Gruppe se parachuta de justesse peu avant d'arriver sur cible touché par des tirs de DCA légères.
Le Major Bär déboula à toute allure en premier sur Eindhoven et descendit deux Typhoons en train de décoller. Le reste de la JG 3 jusque-là relativement épargnée, ne tarda pas à suivre en nombre. Agissant méthodiquement, les Allemands arrosèrent en règle les avions stationnés au sol et détruisirent ou endommagèrent une bonne partie du parc aérien à des degrés divers. L'attaque dura plus de 20 min, un laps de temps qui permit également aux forces britanniques de riposter depuis le sol comme dans les airs. La JG 3 laissa ainsi sur place une dizaine d'appareils, autant du fait des chasseurs adverses que de la DCA. Une collision aérienne fut également rapportée. Un pilote du IV./JG 3 - qui avait perdu le contact avec ses camarades - attaqua Volkel par erreur avant d'être abattu par un Tempest.
À l'inverse, le I./JG 6 qui devait initialement attaquer Volkel, se dirigea en réalité sur Eindhoven déjà sous un feu nourri et y infligea encore de sérieux dommages (voir plus bas). Pour la JG 3 à court de munitions, il est plus que temps de partir mais la fumée dégagée du sol gêna certains pilotes pour s'extirper de la zone de combat. Au moins quatre chasseurs de l'unité tombèrent encore sur le chemin du retour pour diverses raisons.
L'attaque sur Eindhoven par la JG 3 et une partie de la JG 6 fut certainement l'une des plus réussies de l'opération Bodenplatte. Si les hangars et la piste furent relativement épargnés, il en va tout autrement pour les avions stationnés au sol. La base britannique déclara 44 appareils détruits et 60 autres endommagés, 15 hommes tués et plus de 40 blessés. Le Wing de Typhoon canadien tout comme celui de reconnaissance furent particulièrement touchés. La JG 3 déclara en outre 9 victoires aériennes. Ses propres pertes s'établissent à 15 avions et trois endommagés, 9 morts et 6 capturés.

### Le Culot, la cible manquée (JG 4)
Longtemps constituée du seul I. Gruppe, la JG 4 ne devient une véritable escadre qu'à partir de l'été 1944, et va dès lors être impliquée dans de lourds et coûteux combats au-dessus du Reich. En ce jour de l'an 1945, la JG 4 commandée par le Major Gerhard Michalski récupère pour cible Le Culot en Belgique, occupé par des P-47 de la 9th Air Force.
Il est un peu plus de 8 h quand deux Ju 88 de la NJG 101 et le II./JG 4 avec 17 Fw 190 décollent en premiers malgré la neige. Un des pilotes revient se poser immédiatement pour problème technique mais se crasha en redécollant : sérieusement blessé, il décédera onze jours plus tard. Deux autres appareils ayant eu du mal à démarrer se joignent finalement à ceux du IV./JG 4. À 8 h 20, un autre Ju 88 décolla suivi par Michalski et 16 autres Bf 109 du IV./JG 4. Mais le Kommodore rencontra des problèmes avec son avion et dut faire également demi-tour. Les 26 Bf 109 du I./JG 4 et 9 autres du III./JG 4 prirent l'air en même temps avec deux Ju 88 et effectuèrent la mission conjointement. Au moment même où la formation passa la ligne de front peu après 9 h, la DCA légère entra en action, ciblant en premier les Ju 88 de tête. L'appareil qui guidait le II./JG 4 s'abattit en flammes mais l'équipage s'en tirera uniquement avec des blessures, avant d'être capturé. Celui menant le I./JG 4 n'aura pas cette chance et disparaîtra corps et biens, tandis que les autres Ju 88 pourront rentrer, bien qu'endommagé pour l'un d'entre eux. Prise à son tour sous les tirs croisés des Alliés, la JG 4 vit ses groupes littéralement se disloquer les uns après les autres. La suite est un méli-mélo qu'il convient d'expliquer séparément.   

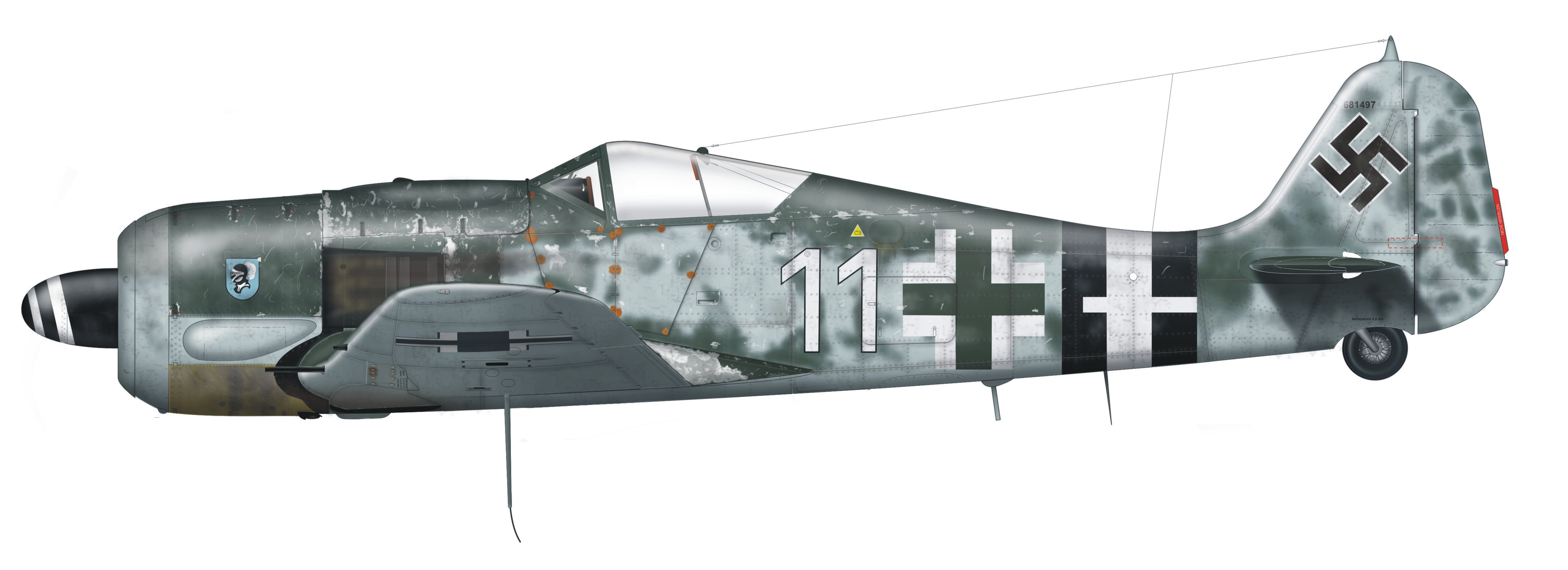
Ce Fw 190A-8 11 blanc de la 5./JG 4 était l'un des deux retardataires qui rejoignit le IV./JG 4. Son pilote, le Gefreiter Walter Wagner, fut touché lors de l'attaque de Saint-Trond mais put poser son appareil, qui fut par la suite remis en état par les Américains.

Une partie des chasseurs du IV./JG 4 se réfugia dans les nuages mais cinq 109 allèrent au tapis, dont un abattu par deux Tempest. Les survivants tentèrent de trouver Le Culot mais commettent facilement l'erreur de se diriger sur Saint-Trond, située quasiment sur leur trajectoire. Sur place, quelques P-47 avaient prévu de décoller en alerte à 9 h 20, mais les Allemands se pointèrent cinq minutes plus tôt. Les Thunderbolts ne pourront rien faire et c'est la DCA présente sur le terrain qui limitera la casse. Moins d'une dizaine de Bf 109 du IV./JG 4 flanqués des deux Fw 190 du II. Gruppe détruisirent en plusieurs passes 10 avions et en endommagèrent 31, un bilan supérieur à leur attente, qui plus est sur une cible qui ne leur était pas assignée. Les deux Fw 190 sont descendus par la DCA de même que trois Me 109.
Le II./JG 4 paya le plus lourd tribut au-dessus du massif des Ardennes, puisque dix Fw 190 se retrouvèrent touchés d'emblée et seuls trois pilotes pourront rejoindre leur rang, tous les autres étant soit capturés, soit morts. À peine quatre avions traversèrent non sans mal le tir de barrage. L'un d'eux abattit un Stinson en vol avant de trouver une base inconnue et d'effectuer une à deux passes de mitraillage, sur ce qui s'avéra être la base d'Asch. Ils attaquèrent ensuite une locomotive sur le retour avant de rentrer, à l'exception d'un Fw 190 qui devra effectuer un atterrissage forcé, sans conséquence pour son pilote.
Enfin, l'officier qui guidait les I. et III./JG 4 décida tout simplement d'avorter la mission et seul un avion dut faire un atterrissage forcé en territoire allemand. Si rétrospectivement, cette manœuvre permit certainement de sauver des vies, la confusion amena plusieurs Bf 109 du I./JG 4 à poursuivre leur route. Ils attaquèrent probablement Ophoven (Y-32) et endommagèrent quelques Spitfire. Le groupe perdit trois avions sur le retour, dont un abattu par un tir-ami de la Flak.
La mission de la JG 4 peut être considérée comme un échec dans la mesure où Le Culot passa une journée relativement tranquille. À noter cependant les succès spectaculaires réalisés par seulement quelques appareils du IV./JG 4, une prouesse qui ne masqua toutefois pas la perte de 26 chasseurs sur les 69 qui décollèrent. 19 pilotes furent portés manquants, dont 6 capturés, et un 7e qui décédera des suites de ses blessures.

### Navigation imprévue (JG 6)
En seulement six mois d'existence, la JG 6 « Horst Wessel » a déjà maintes fois été confronté la 8th Air Force avec difficultés. Au 31 décembre 1944, l'escadre déclare néanmoins près d'une centaine d'appareils opérationnels. 
Sa cible est la base de Volkel et le plan établi par le Kommodore Johann Kogler est le suivant : les I. et II./JG 6 doivent attaquer l'aérodrome à tour de rôle puis conjointement, le tout sous couverture du III./JG 6, avant que ce dernier ne finisse le travail protégé par les deux premiers. Trois Ju 88 de la NJG 5 ouvriront la voie aux chasseurs, mais seul ce dernier point du plan se déroulera comme prévu.
Passé 8 h, 21 Me 109 du III./JG 6 décollèrent les premiers, suivis de 29 Fw 190 du I./JG 6. Un des leaders de ce groupe se tua après à une panne moteur en montée initiale. Basé plus au sud-ouest, le II./JG 6 s'envola une demi-heure plus tard avec 25 autres Focke-Wulf. La formation menée par le Stab de trois chasseurs et les Ju 88 parvint aux Pays-Bas sans casse supplémentaire. Arrivée sur les côtes du Markermeer, la JG 6 mit cap au sud, mais beaucoup de pilotes crurent à ce moment-là que le Ju 88 de tête n'avait pas infléchi sa route au bon moment. Une fois passé le Rhin, les Junkers quittèrent les chasseurs qui, pourtant sur la bonne route, tombèrent peu après à leur insu sur un aérodrome non répertorié.

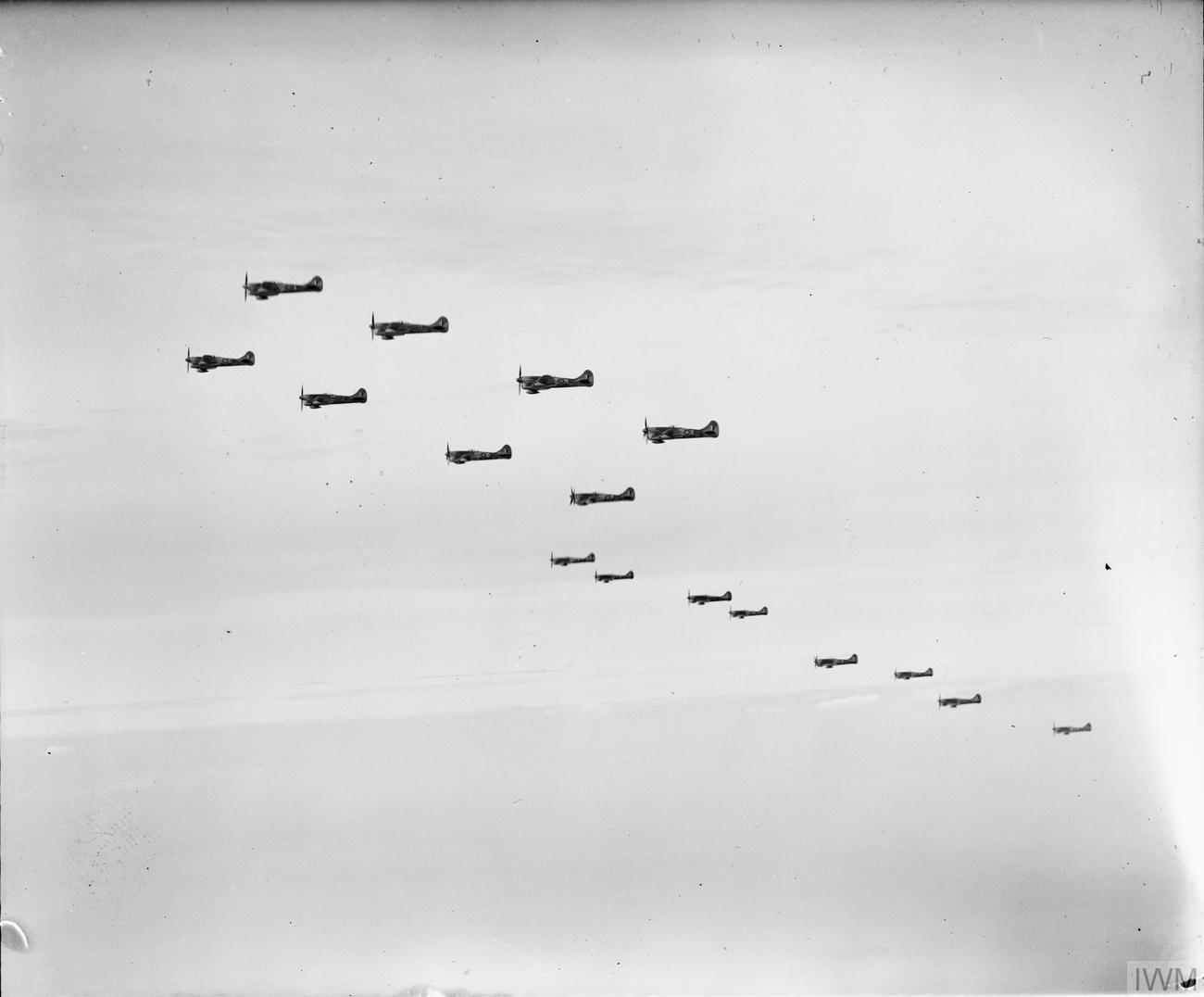
Formation de Tempest du No. 122 Wing de retour de Volkel. Épargné par l'attaque, le 122 dut assurer quasiment seul les missions aériennes alliées dans son secteur durant la semaine qui suivit.

En effet, la base de Heesch (B-88) venait d'être récemment établie par l'aviation royale canadienne (RCAF), et par conséquent, non prise en compte dans le plan de vol prévu. Or ce matin-là, 24 Spitfire de deux Squadrons sont en patrouille, tandis que dix autres sont alignés pour décoller au moment où les Allemands arrivent à 9 h 15. Trop concentrés à rester en formation, la plupart des avions allemands ne repèrent pas les Spitfire au décollage. Après la perte de deux 109 sous les tirs des Canadiens, quelques chasseurs allemands furent autorisés à engager le combat tandis que le gros de la JG 6 continuait toujours à chercher Volkel. Conformément au plan, le III./JG 6 grimpa pour couvrir le I./JG 6 mais ses pilotes se dirigèrent vers des colonnes de fumée sur leur flanc droit et crurent à tort être sur cible. En réalité, ils attaquèrent Eindhoven déjà bien malmenée par la JG 3.
Les Fw 190 se ruèrent sur l'aérodrome et infligèrent des dommages considérables en plusieurs passes, jusqu'à épuisement des munitions. Ce seront les seuls succès de la JG 6 ce jour-là. Cependant, l'attaque directe sur Eindhoven coûta au I./JG 6 trois avions victimes de la DCA. Sans doute perturbé par tant d'imprévus, l'Oberstleutnant Kogler mena le reste de la JG 6 trop au sud dans la région de Helmond qui devint dès lors la cible d'une importante concentration de DCA. Le Kommandeur du III./JG 6 s'écrasa soudain en flammes, de même que deux autres appareils. La formation venait en réalité de survoler un nouveau terrain à peine achevé par les Britanniques, Helmond, codé B-86. Pensant avoir affaire à Volkel et malgré l'absence d'appareils parqués au sol, les Allemands passèrent à l'attaque. Les défenses anti-aériennes ne se font pas prier et descendent encore plusieurs avions, dont celui de Kogler, qui sera capturé. Entre-temps, des Tempest basés à Volkel ont vent de la présence d'appareils ennemis dans la zone et se mettent en chasse, imités peu après par les Spitfire de Heesch. En un peu moins d'une heure de combat, les Britanniques revendiquèrent 25 victoires, dont six sur des appareils de la JG 6.   
Les différents groupes finirent par s'extirper des combats pour revenir à leur base, mais plus d'une douzaine d'appareils furent encore perdus, certains abattus par des chasseurs, causant la mort de cinq pilotes. La JG 6 ne trouva jamais Volkel et sa mission est dont considérée comme un échec. Seule l'attaque du I. Gruppe sur Eindhoven donna lieu à des revendications au sol, soit 33 monomoteurs détruits et 10 autres endommagés, ainsi que 6 bimoteurs également détruits. La JG 6 déclara aussi six victoires aériennes au-dessus d'Helmond, mais seulement deux Spitfire et un Typhoon furent en réalité abattus et un Spitfire gravement endommagé. De son côté, l'escadre perdit 27 appareils et 23 pilotes dont 7 capturés, mais surtout six chefs d'unités soit plus que tous autres éléments engagées lors de l'opération.

### Combat aérien sur Asch (JG 11)

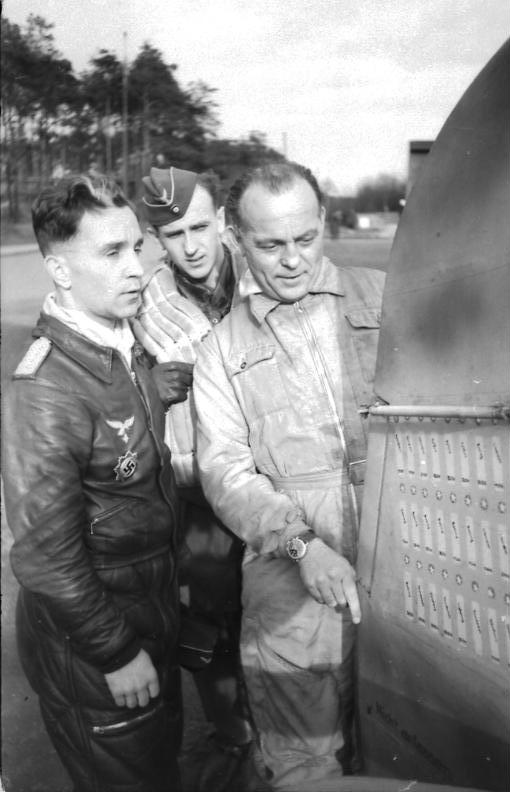
Le Major Günther Specht (à gauche) et l'ingénieur de Focke-Wulf Kurt Tank inspectant le gouvernail du Bf 109 de l'as allemand en 1944. Specht disparut lors de l'opération.

Pur produit de la défense du Reich, la JG 11 s'est fait une spécialité dans la lutte contre les quadrimoteurs jusqu'à la campagne de Normandie. Au cours des deux dernières semaines de décembre, l'escadre déplora 33 pilotes tués et 26 blessés. Particulièrement touché, le I./JG 11 qui ne peut aligner que six pilotes pour l'opération. Cartes et photographies de l'aérodrome ciblé furent distribuées mais l'identité du terrain n'est divulguée que le matin de l'attaque, à savoir la base d'Asch, occupée par les forces américaines. Sur place, des P-47 du 391th Fighter Squadron sont en patrouille pour des missions tactiques (ils déclareront avoir abattu deux Bf 109 sur le retour) tandis que douze P-51 du 487th FS attendent moteurs tournants sous le commandement du Lieutenant-colonel John C. Meyer, qui flaire une éventuelle attaque allemande.
Peu après 8 h, quatre Fw 190 du Stab avec à sa tête le Major Günther Specht décolèrent, imités par les six appareils du I./JG 11. Moins de 20 min plus tard, 20 Me 109 du II./JG 11 censés assurer la couverture et 31 Fw 190 du III./JG 11 firent de même, chacun précédés d'un Ju 88 de la NJG 101. Les premières pertes allemandes survinrent quand quatre appareils des II. et III./JG 11 se firent descendre par la DCA alliée en passant la ligne de front. Plus tard au nord de Maastricht, un des Ju 88 élimina une batterie anti-aérienne qui avait ouvert le feu sur la formation ; gravement endommagé à la gouverne de  profondeur, l'avion put tout de même rentrer,  tout comme les autres Junkers. La JG 11 maintenant guidée par le Major Specht rencontra le brouillard et bien que se dirigeant toujours sur Asch, une partie des chasseurs tombèrent accidentellement sur la base d'Ophoven (Y-32) 5 km plus au nord. Pensant être sur cible, ils passèrent à l'attaque tandis que le reste de la formation poursuivit sur Asch.
Les défenses anti-aériennes se mirent aussitôt en batterie mais c'est surtout la chasse américaine qui brilla ce jour-là. Vers 9 h 15, huit P-47 du 390th FS décollent avec un quart d'heure d'avance et aperçoivent des tirs de DCA provenant d'Ophoven ainsi qu'une forte concentration de chasseurs allemands. Les Thunderbolt les prirent de suite en chasse et en abattirent 8 - dont un par un tir de roquettes air-sol - avant de revenir se poser malgré les tirs intenses du sol. Un P-47 fut abattu par un 109 et deux autres endommagés durent effectuer un atterrissage forcé ; les huit pilotes US rentrèrent cependant indemnes. Pendant ce temps-là à Asch, les P-51 du 487th FS s'élancèrent sur la piste au moment où l'ennemi déboula sur eux. Un des assaillants se retrouva dans la ligne de mire de Meyer et l'officier l'abattit alors que son train n'était pas encore rentré. Malgré l'agressivité des pilotes Allemands, les Mustangs se révéleront encore plus efficaces et revendiqueront 21 succès. L'un des P-51 pourchassera même un Bf 109 jusqu'à Paris. Hormis quelques dommages, les Mustang s'en sortiront également sans aucune perte humaine.
L'intervention de la chasse américaine brisa littéralement l'attaque de la JG 11.  Seul un P-51, un P-47, un C-47 furent endommagés à Asch ainsi qu'un B-17 détruit. À Ophoven, on décompte trois Spitfire endommagés et un dépotoir incendié. Les Allemands revendiquèrent 11 succès dans les airs, un score excessif mais compréhensible au vu de l'intensité des combats. Un bilan en tout cas dérisoire surtout que l'escadre laissa finalement sur le carreau 25 avions et 24 pilotes dont seulement 4 furent capturés. Le Major Günther Specht fait partie des disparus. 8 autres appareils regagneront leur territoire touchés à divers degrés. En définitive, le décollage hâtif du 390th FS et l'intuition du Lieutenant-colonel Meyer de tenir ses P-51 prêts au décollage permit d'écrire la « Légende du Y-29 ».

### Une cible sur deux (JG 26 & JG 54)
Assurant la garde à l'Ouest depuis le début de la guerre, la JG 26 « Schlageter » est l'une des escadres allemandes les plus respectées outre-Manche. Son Kommodore l'Oberstleutnant Josef Priller peut compter sur un effectif aguerri. Présent à ses côtés depuis l'été 1944, le III./JG 54 qui devient la toute première unité à voler sur Fw 190D « Dora ». Le Gruppe déplore cependant de nombreuses pertes récentes avec 13 morts le 29 décembre dont son Kommandeur Robert Weiß (121 victoires). Dans le cadre de Bodenplatte, plusieurs pilotes purent étudier à loisir leurs cibles détaillées en modèles réduits même si leurs identités demeurèrent longtemps secrètes : Grimbergen pour le Stab, I./JG 26 et le III./JG 54, et Bruxelles-Evere pour les II. et III./JG 26. 
La première section s'envola vers 8 h 15 derrière deux Ju 88 du II./NJG 6, soit 64 Fw 190D-9 (dont 17 du III./JG 54), quatre autres appareils ayant refusé de démarrer. Le II./JG 26 s'envola un peu avant et comprenait 44 appareils du même type également précédés de deux Ju 88,. Enfin, le III./JG 26 s'envola en dernier avec 29 Me 109 mais une mésentente entre le Kommandeur Walter Krupinski et le pilote du Ju 88 de tête entraîna l'éparpillement du groupe. Passé Utrecht, le I./JG 26 et le III./JG 54 furent cueillis à deux reprises par leur propre Flak non prévenue, puis à nouveau par la DCA anglaise en passant la ligne de front. Les Allemands y laissèrent six Focke-Wulfs tandis que trois autres devront faire demi-tour, dont un qui sera abattu par un Spitfire. La formation rencontra ensuite douze Spitfire du 308e Squadron polonais en provenance de Saint-Denis Westrem et les Allemands perdent encore quatre des leurs.

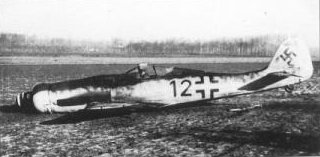
Fw 190D-9 de la 10./JG 54 du Leutnant Theo Nibel qui percuta un oiseau sur Grimbergen, endommageant son radiateur. L'avion sera plus tard récupéré par les Britanniques et envoyé à Farnborough.

Ainsi réduit mais désormais proche de Grimbergen, le groupe commet une erreur de navigation, cependant très vite réparée grâce à l'œil aguerri d'un des chefs d'escadrille juste avant de passer à l'attaque. Sauf que sur place, les Allemands trouvent pour cible moins d'une dizaine d'appareils. En effet, les quatre Squadrons de Spitfire qu'abritait Grimbergen avaient déménagé la veille en Hollande, ce qui passa totalement inaperçu lors des reconnaissances aériennes. Le terrain n'abritait plus que des avions ayant trouvé refuge lors de combats ultérieurs. Les Fw 190 concentrèrent alors leurs tirs sur des véhicules, des hangars et des positions de DCA. Celle-ci riposta néanmoins, aidée de Spitfire, et abattent quatre assaillants qui seront tous faits prisonniers, un cinquième subissant le même sort après une collision aviaire. Après 15 minutes de mitraillage, les I./JG 26 et III./JG 54 se replient mais perdront encore cinq appareils du fait de la DCA. 
La seconde section subit également le double feu de la Flak et de la DCA alliée. Premiers à en faire les frais, les deux Ju 88 du II./JG 26 dont l'un devra faire demi-tour pour se poser en catastrophe alors que l'autre mènera à bien sa mission avant de ramener un membre d'équipage blessé. Quatre Fw 190D sont également abattus et autant de Bf 109 sont perdus pour le III./JG 26 qui suit la même route ; le Hauptmann Krupinski devra également renoncer. Peu avant 9 h 30, les deux Gruppen déboulent sur Bruxelles-Evere et mitraillent des Spitfire au roulage et en abattent au moins un autre en montée initiale. D'autres aéronefs stationnés au sol sont visés, de même que tout ce qui constitue une cible. La DCA sur place et quelques Spitfire en patrouille purent riposter mais leurs actions furent globalement négligeables malgré une demi-heure de combat. En revanche, cinq Fw 190 et deux Bf 109 tombèrent au retour sous les tirs venus du sol, dont un de la Flak.
L'attaque sur Grimbergen fut un semi-échec bien que les pilotes ne soient pas à blâmer. On dénombre six avions alliés détruits ainsi que plusieurs positions d'artillerie, véhicules et hangars. 21 avions allemands ne rentrèrent pas, faisant 17 tués ou capturés. En revanche, mission accomplie à Bruxelles-Evere avec 61 appareils détruits pour 19 chasseurs perdus et 13 pilotes manquants. À nuancer cependant que les Spitfire furent peu ciblés durant l'attaque, et le Wing 127 commandé par James Johnson reprendra très vite du service grâce à un travail acharné des équipes au sol et l'abondance de pièces de rechange.

### Faits d'armes sur Melsbroek (JG 27 & JG 54)
Connue pour son épopée en Afrique du Nord, la JG 27 remonta ensuite au nord via la Méditerranée jusqu'à défendre chèrement le territoire allemand, avec la dernière grande perte en date le 23 décembre en la personne de l'Oberfeldwebel Heinrich Bartels, un as aux 99 victoires.
Avec 5 succès en moins, le Major Wolfgang Späte n'en demeure pas moins un vétéran confirmé qui a repris le IV./JG 54 depuis l'été 1944. Équipé de Fw 190A, le groupe vole sous la coupe des Bf 109 de la JG 27 depuis la mi-novembre et ne sera pas non plus épargné par de lourdes pertes. La base aérienne de Melsbroek, près de Bruxelles, est la cible désignée pour l'opération. Elle dispose en majorité d'unités britanniques de bombardiers moyens. 

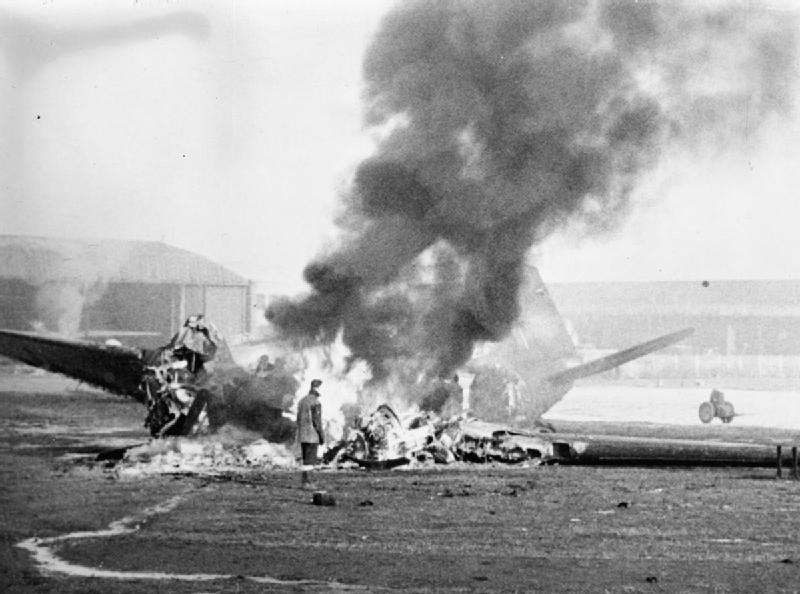
Un Mitchell de la RAF en flammes sur la base aérienne de Melsbroek.

La JG 27 commandée par le Major Ludwig Franzisket fit décoller 16 Bf 109 du I. Gruppe à 8 h 25 immédiatement suivi de 12 autres du II./JG 27 qui s'alignèrent derrière un Ju 88. 17 et 15 avions des III. et IV./JG 27 firent de même avec un autre Ju 88 et rejoignirent la première section à quelques distances derrière. Le IV./JG 54 et ses 15 Fw 190 disponibles se joignit également à la formation avec son propre Junkers, ces bimoteurs provenant des NJG 1 et NJG 6. Les Ju 88 firent demi-tour à l'approche d'Utrecht, pile au moment où deux Spitfire en maraude attaquèrent par surprise. L'un d'eux ouvrit le feu et descendit un Bf 109 du I./JG 27 sans que celui-ci n'eût le temps d'esquiver la moindre manœuvre. Un duo de Mustang qui suivaient passa également à l'attaque et un Ju 88 tomba à son tour. Deux autres Messerschmitt des III. et IV. Gruppe s'écrasèrent, l'un pour raison inconnue, l'autre en percutant des arbres. Dans les cinq minutes qui suivirent, la Flak allemande priva encore le I./JG 27 de deux avions supplémentaires.
À Melsbroek, plusieurs B-25 sont en mission mais il demeure sur le terrain bon nombre d'appareils au parking. Tour à tour, les deux sections de la JG 27 puis le IV./JG 54 déferlèrent à toute allure sur l'aérodrome. Méthodiquement et sans interruption, ils vont cibler un grand nombre d'appareils au sol ainsi que trois Spitfire au décollage. La résistance de la DCA demeurant faible, plusieurs Allemands purent multiplier les passes de tir qui transformèrent l'aérodrome en un véritable brasier. Un pilote est néanmoins abattu et capturé après avoir été touché par la DCA, et quatre autres (dont un du IV./JG 54) disparurent abattus par des Spitfire du 403e Squadron ayant également maille à partir avec la JG 26 présente dans la région bruxelloise.
Une fois les armes de bord vides, les Allemands quittèrent les lieux mais plusieurs eurent affaire à nouveau à la DCA lors du vol retour. Une dizaine de chasseurs furent ainsi perdus, dont un abattu par un Tempest, ainsi que le chef du IV./JG 27 qui sera capturé. Lorsque les Mitchells revinrent de mission, ils se posèrent sur une base où régnait le chaos. Les assaillants déclarèrent 85 appareils détruits et 40 autres endommagés, des chiffres erronés en raison du peu de visibilité dû aux colonnes de fumée. En réalité, 49 avions de tous types (Wellington, Mitchell, Mosquito, Stirling, Auster, Anson, Spitfire…) disparurent des effectifs de Melsbroek tandis qu'une dizaine d'autres étaient endommagés. La 8th Air Force, également sur place perdit plusieurs quadrimoteurs alors en réparation. Un succès donc pour la JG 27 qui perdit en contrepartie 17 Messerschmitt et 11 pilotes, dont 3 capturés. Le IV./JG 54 laisse pour sa part 3 Focke-Wulf, deux morts et un capturé.

### Chasse avant l'heure (JG 53)
L'une des plus anciennes Jagdgeschwader de la Luftwaffe, la JG 53 « Pik As » fut de toutes les batailles depuis le début de la guerre. Récemment, l'unité commandée par l'Oberstleutnant Helmut Bennemann combat les chasseurs-bombardiers de la 9th Air Force à l'exception de son I. Gruppe stationné en Hongrie. Des Ju 88 en provenance du II./NJG 100 ont rejoint l'escadre depuis peu en vue de l'opération Bodenplatte. L'objectif du Stab et du IV./JG 53 est la base de Metz-Frescaty, cible identique pour le II./JG 53 qui devra cependant opérer une navigation différente. Enfin, le III./JG 53 est chargé de l'attaque de la base d'Étain-Rouvres situé à une quarantaine de kilomètres plus à l'ouest. Ces deux terrains occupés par les forces américaines seront du reste les seuls visés sur le territoire français. Lors du briefing, les ordres stipulèrent qu'une section de chaque formation neutralise la DCA des deux aérodromes afin de faciliter le mitraillage du parc aérien.
Aux alentours de 8 h 15, 4 Bf 109 du Stab et 28 du IV./JG 53 s'envolèrent en premier précédés d'un Junkers. Plus près de la frontière, le II./JG 53 fit décoller ses avions en dernier à 8 h 35, soit 22 appareils plus deux Ju 88. Entre-temps, 26 Bf 109 du III./JG 53 décollaient également avec deux Ju 88, direction Étain. Au même moment, côté Alliés, trois Squadrons de P-47 du 358th Fighter Group de Metz sont en mission de chasse tactique qui va vite tourner court. Le III./JG 53 n'a pas encore passé la ligne de front quand un des Squadrons repère la formation allemande. Très vite, les Américains piquent sur les Messerschmitt et abattent facilement neuf d'entre eux. Les autres s'éparpillèrent dans toutes les directions avant de se retrouver confrontés aux deux autres Squadrons de P-47. Un Bf 109 et un Ju 88 sont encore descendus tandis que le second Junkers est endommagé. Étonnamment, les Allemands ne déploreront que trois blessés, la plupart ayant pu sauter en parachute. Les Américains perdirent eux deux avions dont un par abordage. Pour les pilotes du III./JG 53 restants et désormais isolés et privés de leurs réservoirs externes, la mission est déjà terminée même si certains tentèrent en vain d'atteindre Étain.

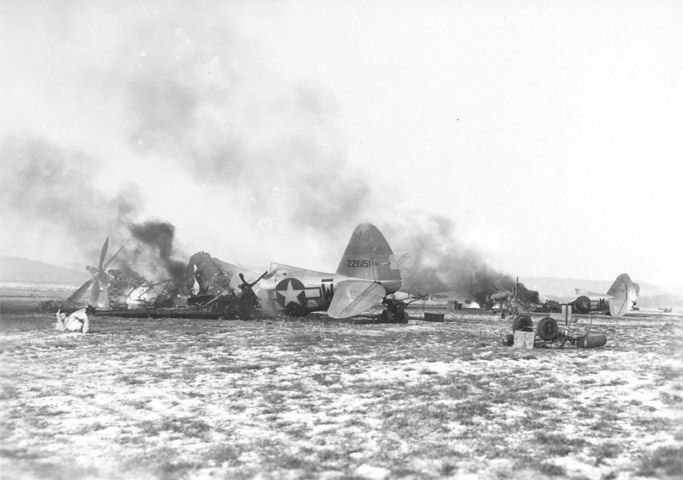
Deux P-47 américains détruits sur la base de Metz-Frescaty.

La formation des Stab et IV./JG 53 essuya quelques tirs de DCA légère en passant la ligne de front mais ne passa pas à travers les obus suivants. Quelques pilotes arrosèrent les batteries de façon désordonnée mais cinq appareils allèrent au tapis, ne laissant qu'un survivant qui sera capturé. Le reste poursuivit sur Metz-Frescaty abattant au passage un Auster de réglage d'artillerie. Un Spitfire qui croisa la route du II./JG 53 plus au sud fut également abattu, tandis que la DCA cibla le Ju 88 de tête qui s'abattit en flammes. À l'approche de l'objectif, les Bf 109 se coordonnèrent pour l'attaque.
À Metz-Frescaty, deux Squadrons de P-47 sont en l'air pour une reconnaissance armée tandis que le troisième est prêt à démarrer quand les chasseurs du Stab et du IV./JG 53 surgirent. Les Américains sont totalement pris par surprise et les Allemands arrosèrent les Thunderbolt parqués au sol, immédiatement suivis par le II./JG 53. Passes après passes, les P-47 sont criblés d'impacts mais la DCA réagit néanmoins rapidement et descendit six Messerschmitt, dont trois pilotes furent faits  prisonniers. Les P-47 en mission reçurent l'ordre de rentrer mais ne purent intervenir à temps. Une fois l'attaque terminée, 22 carcasses gisaient sur le terrain et 11 appareils étaient endommagés, plusieurs membres du personnel au sol ayant risqué leur vie afin de sauver le maximum d'avions.
Sur leur chemin de retour, dix à quinze Bf 109 furent encore touchés par la DCA. Plusieurs membres du II./JG 53 en particulier eurent beaucoup de difficultés à regagner leur base. Le décompte des pertes de la « Pik As » s'établit finalement à 30 chasseurs mais seuls 13 pilotes manquaient à l'appel (dont quatre capturés) en comparaison des 80 qui s'envolèrent ce jour-là. Bien que le III./JG 53 échoua, l'attaque principale sur Metz-Frescaty fut un succès en comparaison puisqu'elle causa des dommages significatifs. Les avions détruits seront toutefois remplacés en une semaine et les Américains retrouveront très vite leurs capacités opérationnelles.

### Occasion manquée (JG 77)
Bien qu'active depuis le début du conflit, la JG 77 « Herz As » ne prit sa forme définitive qu'en janvier 1942, et opéra d'Ouest en Est comme en Méditerranée. Après une pause en novembre 1944 pour rééquipement, l'unité se retrouve jetée dans la bataille des Ardennes et endura de lourdes pertes. Le 24 décembre, les II. et III./JG 77 subirent un terrible bombardement, tuant trois membres d'équipage de la NJG 6 débarqué au début du mois, indirectement les premières victimes de l'opération Bodenplatte. Le lendemain, le Kommodore Johannes Wiese est blessé au combat et se voit remplacé par le vétéran de l'escadre, le Major Siegfried Freytag. En seulement deux semaines, la JG 77 a perdu la moitié de ses avions et 32 pilotes (1 capturé). C'est alors que la nouvelle de l'opération tomba le 31 décembre : objectif, l'aérodrome d'Antwerp-Deurne hébergeant pas moins de neuf Squadrons britanniques, fréquemment survolé par des V1 et truffé en conséquence de défenses anti-aériennes.

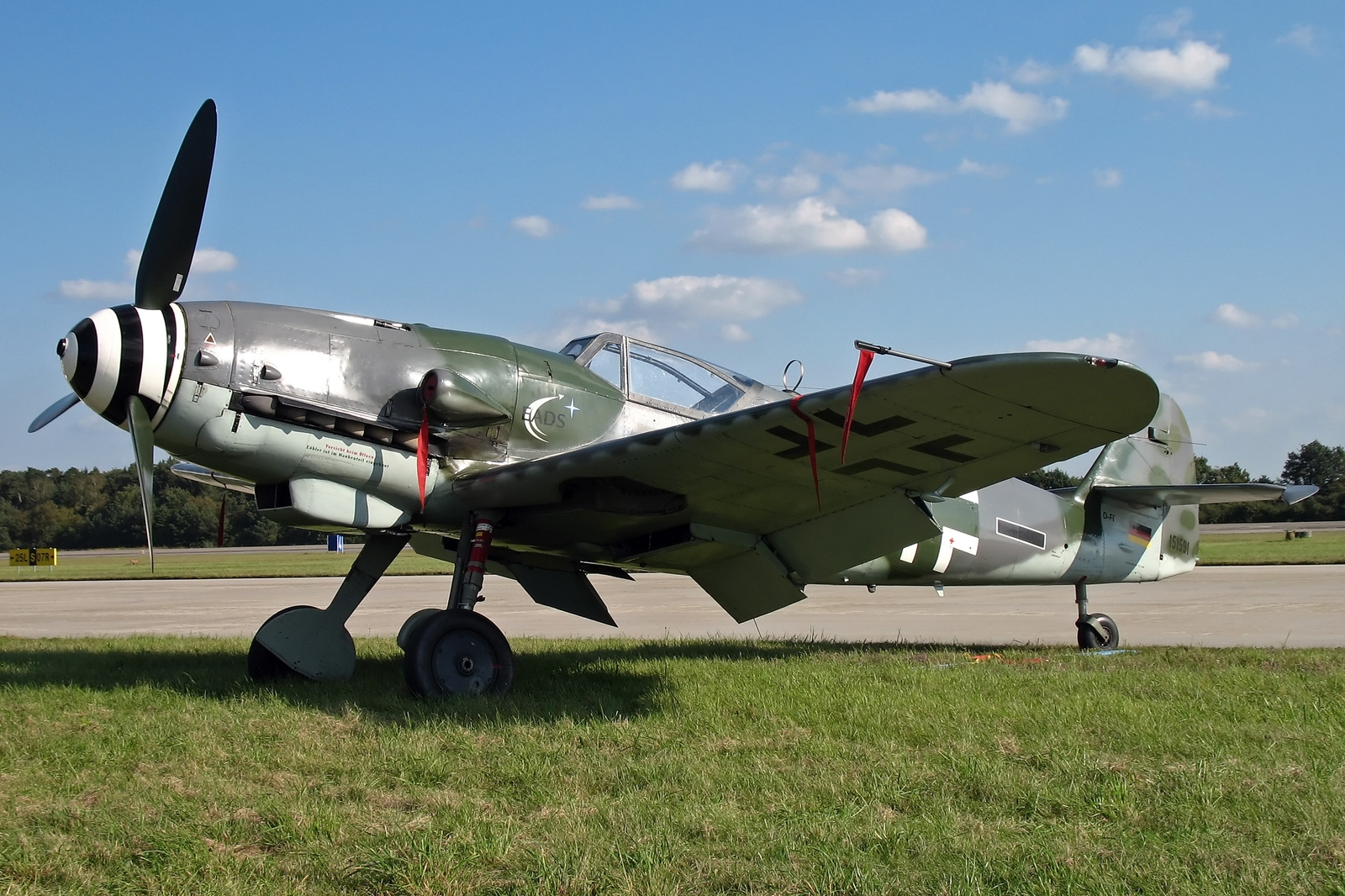
Un Bf 109G-10 préservé. À l'instar des JG 27 et 53, la JG 77 opéra principalement sur ce type de chasseur durant toute la durée du conflit.

N'ayant pu combler son parc aérien à temps, seul 18 Bf 109 du I./JG 77 et autant du III./JG 77 s'envolèrent en une seule formation vers 8 h, guidée par deux Ju 88. Le II./JG 77 les rejoignit avec 23 chasseurs et un troisième Ju 88. Aux alentours de Rotterdam, les avions reçurent quelques tirs de Flak, heureusement pour eux sans conséquences. Bientôt, deux des trois Ju 88 firent demi-tour, imités par deux Bf 109 du II./JG 77 en proie à des problèmes d'alimentation en carburant. La DCA alliée cibla à son tour la formation allemande une fois passé la ligne de front mais là encore, sans faire de victimes.
Se dirigeant cap au sud, le JG 77 passa près de la base de Woensdrecht (en) (B-79) où stationnait le No. 132 Wing et ses cinq Squadrons de Spitfire. S'il semble que quelques pilotes du II./JG 77 sautèrent sur l'occasion pour effectuer une passe de mitraillage, ils ne causèrent en revanche aucun dommage connu. Les défenses anti-aériennes revendiquèrent également un Fw 190 et un Bf 109 et un pilote fut fait prisonnier. Cependant, aucune perte de la JG 77 ne correspond à ces événements. La formation principale poursuivit sur Antwerp-Deurne et le dernier Ju 88 de guidage fit demi-tour juste avant l'attaque.
Une fois sur zone, les Allemands cerclèrent à plusieurs reprises pour tenter de repérer l'aérodrome mais tous ne parvinrent pas à localiser la cible. En fait, environ la moitié seulement de la JG 77 - pour l'essentiel des I. et III. Gruppe - attaquèrent de façon désordonnée. Quelques Fw 190 de la JG 26 se joignirent également à l'attaque. Néanmoins et considérant le grand nombre de cibles potentielles, les dommages furent relativement légers : environ 14 avions détruits et neuf autres endommagés. Deux pilotes allemands furent également abattus par la DCA et capturés. Ceux n'ayant pu trouver Deurne mitraillèrent d'autres cibles opportunes dans les environs d'Antwerp et probablement cinq furent encore touchés par les tirs au sol. 
L'attaque terminée, la JG 77 mit cap nord-est suivant le plan de vol prévu mais certains pilotes suivirent des routes alternatives. La DCA, la casse mécanique, une erreur de pilotage ainsi qu'un Spitfire eurent encore raison de cinq Messerschmitt. Plus tard dans la journée, un des Ju 88 qui guidait le II./JG 77 s'écrasa sous les tirs d'un autre Spitfire à l'est de Dortmund. Ironie du sort, les équipages de Junkers affiliés à la JG 77 auront donc pâti avant et après l'opération Bodenplatte. L'attaque sur Deurne proprement dite est considérée comme un échec au vu du peu de dégâts occasionnés. Le Major Freytag qui avait raté la cible revendiqua aussi un Spitfire dans des circonstances indéterminées. La « Herz As » déplora six morts et cinq prisonniers, donc quatre du III./JG 77 qui étaient des vétérans de longue date.

### Survol rapide (KG 51 & KG 76)
La principale tâche des avions à réaction était de rendre compte des résultats de l'attaque. On sélectionna pour cela deux des plus anciennes escadres de bombardement, la KG 51 « Edelweiss » et la KG 76. En septembre, le Stab et le I./KG 51 recevaient en effet les premiers Me 262 à réaction pour des missions tactiques, suivi en décembre par le II. Gruppe. Dans l'intervalle, le III./KG 76 avait été sélectionné pour voler sur Ar 234. Dans le cadre de l'opération Bodenplatte, chaque pilote reçut l'ordre de photographier deux aérodromes, y compris en cas d'attaque de chasseurs alliés, et éventuellement de prendre en chasse ces derniers afin de couvrir la retraite de la force principale.

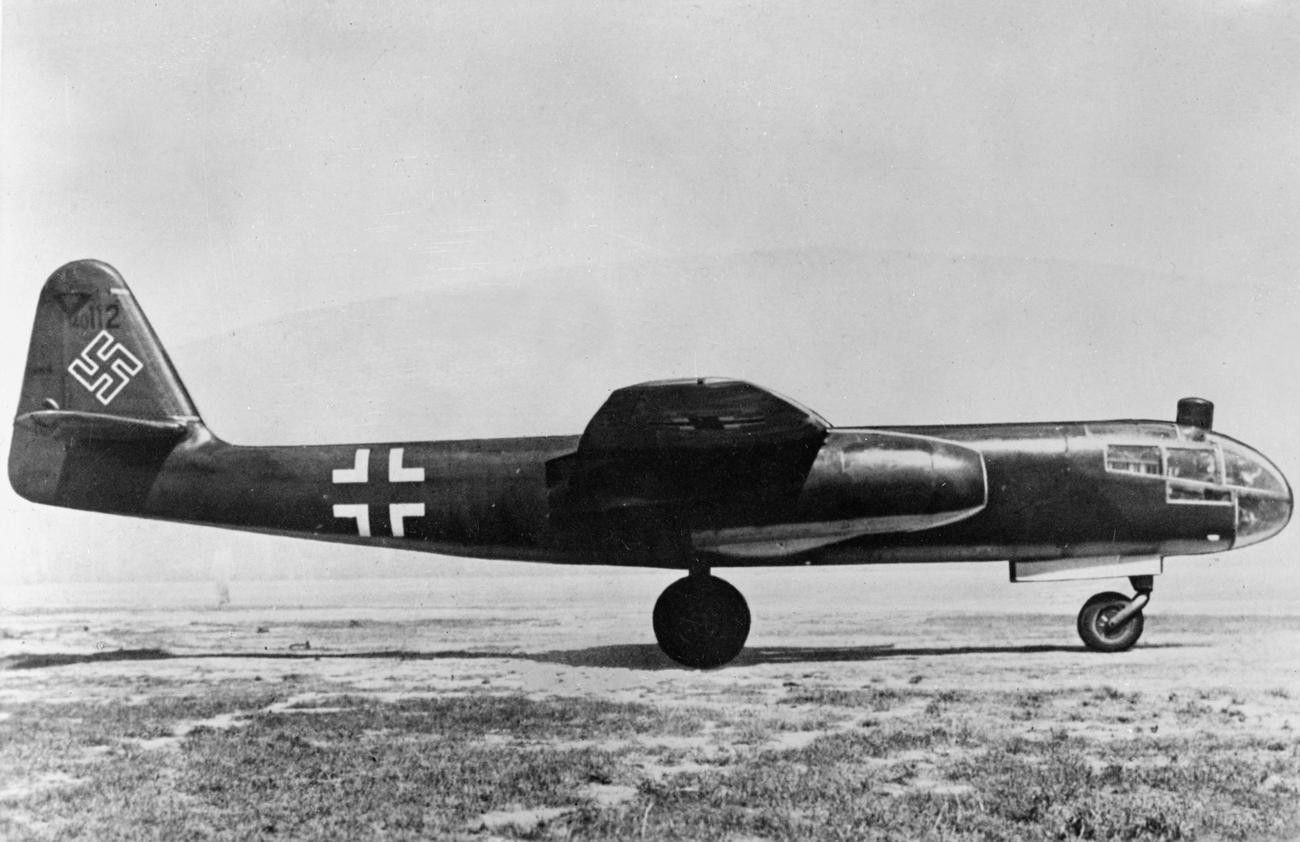
Un Ar 234 en 1945. Cet avion à réaction opéra aussi bien comme bombardier que comme avion de reconnaissance, un rôle dans lequel il excella.

Deux Ar 234 du III./KG 76 effectuèrent une première reconnaissance à 4 h de part et d'autre de la frontière entre les Pays-Bas et la Belgique, imités une heure plus tard par deux autres Arado. Il s'agit là de la toute première opération de nuit menée par des jets dans l'histoire de l'aviation. L'objectif consistait surtout à rendre compte des conditions météorologiques. Afin de leurrer leurs intentions, les appareils larguèrent des bombes sur Liège et Bruxelles avant de revenir sans dommage. Aux alentours de 9 h 15, cinq jets du même Gruppe décollèrent sur les dix prévus, quatre appareils n'ayant pu démarrer leurs réacteurs tandis qu'un cinquième y parvenait 10 minutes plus tard. Ils attaquèrent Gilze-Rijen entre 9 h 32 et 9 h 52 mais ne causèrent que des dégâts minimes. Les six Arado observèrent ensuite les résultats sur Anvers-Deurne, Bruxelles-Melsbroek et Eindhoven. Malgré la présence d'une forte DCA et de Spitfire, chaque avion rentra sain et sauf à la base.
Bien que disposant de deux Gruppen opérationnels, seul le I./KG 51 disposait de suffisamment d'appareils et c'est ce dernier qui fut finalement sollicité pour l'opération en compagnie du Stab. L'objectif des Me 262 consistait à attaquer les aérodromes d'Eindhoven et Gilze-Rijen et photographier ensuite celui de Volkel. A 8 h 45, 20 appareils armés de deux bombes de 250 kg et de caméras se tenaient prêts à décoller quand les premiers problèmes survinrent. Trois jets refusèrent de démarrer correctement avant que l'on trouve un appareil de remplacement. C'est donc finalement 18 Me 262 du I./KG 51 qui s'envolèrent à 8 h 55 direction Gilze-Rijen, bien qu'il semble possible que trois appareils du II./KG 51 se joignirent également à la mission. 40 min plus tard, un seul avion du Stab décolla à destination d'Eindhoven. Près d'Arnhem, une quinzaine de Spitfire en provenance de Heesch prirent en chasse une partie du groupe mais les Allemands en réchappèrent facilement grâce à leur vitesse. Parvenu sur cible, les jets larguèrent les bombes puis attaquèrent aux canons, encore une fois sans causer de grands dommages. Quant au raid solitaire sur Eindhoven, les résultats restent inconnus mais demeurent probablement faibles. Tous les Me 262 reviendront se poser sans encombre.
L'attaque des jets des KG 51 et 76 resta finalement négligeable. Qui plus est, les Me 262 ne purent protéger la retraite des autres chasseurs allemands présents dans la zone. Précieuses en revanche furent les photos prises lors des survols de reconnaissance qui firent état des dégâts occasionnés sur les bases alliées en Belgique et aux Pays-Bas.

## Bilan

### Pertes
Les Alliés perdirent dans l'opération environ 290 avions détruits et autour de 180 endommagés. Les pertes humaines alliées s'élèvent à 43 tués et 135 blessés. De son côté, la Luftwaffe perdit 280 avions (dont 9 Ju 88) et 69 autres endommagés. 143 pilotes de chasse étaient tués ou portés disparus et 70 autres capturés, auquel il faut rajouter 21 membres d'équipage de Ju 88 tués et un capturé. Parmi les pertes, on dénombre trois Kommodore, cinq Gruppenkommandeur et quatorze Staffelkapitän :
Geschwaderkommodore
- Oberst Alfred Druschel - SG 4 - disparu[170]
- Obstlt. Johan Kogler - JG 6 - blessé / capturé[171]
- Maj. Günther Specht - JG 11 - disparu[103]

Gruppenkommandeur

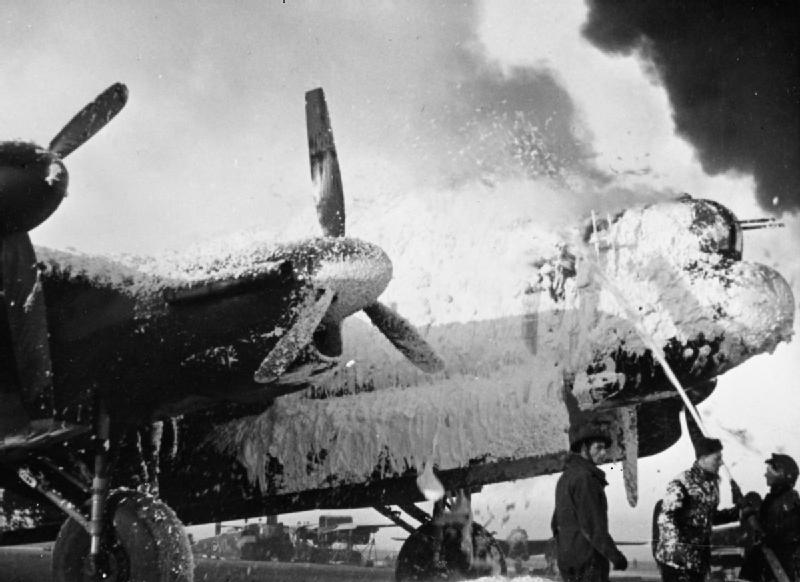
Tentative de sauvetage d'un Lancaster en feu à Melsbroek. Le Kommandeur du IV./JG 27 Heinz Dudeck effectuera cinq passes de tir sur la base britannique et revendiquera un quadrimoteur, un bimoteur et un chasseur détruits et deux autres endommagés. Lui-même touché au retour, l'officier sautera en parachute à seulement 45 m du sol.

- Maj. Helmut Kühle - III./JG 6 - tué[25]
- Hptm. Georg Hackbarth - I./JG 1 - tué[173]
- Hptm. Georg Schroder - II./JG 2 - capturé[174]
- Hptm. Horst-Günther von Fassong - III./JG 11 - disparu[175]
- Hptm. Heinz Dudeck - IV./JG 27 - blessé / capturé[176]

Staffelkapitän / Staffelführer
- Hptm. Ewald Trost - 2./JG 6 - blessé / capturé[177]
- Hptm. Norbert Katz - 5./JG 6 - tué[178]
- Oblt. Hans-Gottfried Meinhof - 4./JG 1 - tué[179]
- Oblt. Eberhard Graf Fischler von Treuberg - 12./JG 3 - disparu[180]
- Oblt. Eberhard Pfleiderer - 3./JG 6 - tué accidentellement[181]
- Oblt. Lothar Gerlach - 9./JG 6 - disparu[182]
- Ltn. Ernst von Johannides - 5./JG 1 - tué[183]
- Ltn. Fritz Swoboda - 12./JG 2 - tué[184]
- Ltn. Hans-Ulrich Jung - 10./JG 3 - tué accidentellement[185]
- Ltn. Alwin Doppler - 2./JG 11 - tué[186]
- Ltn. Heinrich Wiese - 2./JG 27 - mortellement blessé[187]
- Ltn. Hans-Jürgen Schumacher - 10./JG 77 - tué[188]
- Ltn. Heinrich Hackler - 11./JG 77 - tué[189]
- Ofhr. Franz Scharr - 5./JG 4 - tué[190]

Parmi les pilotes ayant des faits d'armes élevés, on peut citer :
- Hptm. Horst-Günther von Fassong - 75 victoires - disparu[175]
- Ltn. Heinrich Hackler - 56 - blessé / tué[189]
- Maj. Günther Specht - 34 - disparu[103]
- Fw. Werner Hohenberg - 32 - capturé[191]
- Ofw. Franz Meindl - 31 - disparu[192]
- Ltn. Alwin Doppler - 30 - tué[186]
- Oblt. Eberhard Graf Fischler von Treuberg - 20 - disparu[180]
- Maj. Helmut Kühle - 16 - tué[25]
- Hptm. Georg Hackbarth - 16 - tué[173]
- Ofw. Kurt Niedereichhoz - 16 - disparu[193]
- Hptm. Georg Schroder - 12 - capturé[174]
- Hptm. Heinz Dudeck - 12 - blessé / capturé [176]
- Fw. Fridolin Bachhuber - 11 - disparu[194]
- Ltn. Hans-Ulrich Jung - 10 - tué accidentellement[195]

### Facteurs
Lancer tant d'avions en même temps sur des objectifs multiples demeure une mission à haut risque et requiert une élaboration millimétrée. À ce titre, les pertes allemandes peuvent s'expliquer de plusieurs manières :
- mauvaise préparation : d’abord reportée, l’opération fut presque lancée en totale improvisation[196].
- facteur humain : beaucoup de pilotes déchantèrent en croyant pouvoir fêter tranquillement le nouvel an. Lorsqu'ils apprirent leur mission à même pas 24 h du décollage, les Allemands ne pouvaient qu'espérer une baisse de la garde de leurs adversaires en ce 1er janvier 1945, d'où peut être un sentiment de confiance malgré les risques[197].
- mauvais timing : l'heure de décollage fixée était trop tardive et de nombreux chasseurs alliés étaient déjà en vol lorsque les avions allemands attaquèrent. La chasse alliée est responsable d'un quart des avions allemands abattus[198].
- mauvaise communication : l'ensemble des 50 batteries de la 16. Flakdivision ne fut pas prévenu à temps du survol de leur espace par les escadres de la Luftwaffe, engendrant une vingtaine de tirs fratricides[199].
- efficacité des défenses anti-aériennes qui causèrent ce jour-là près de la moitié des pertes allemandes[200].
- navigation complexe : la convergence de certains plans de vol fut source d'erreur de navigation, tout comme le silence radio exigé ainsi que la proximité des cibles désignées qui amenèrent les pilotes à attaquer au mauvais endroit[201].
- échec du renseignement allemand qui ne put répertorier tous les aérodromes alliés[202].
- inexpérience des pilotes : formés pour la plupart à la chasse, les jeunes ignoraient tout du mitraillage d'un aérodrome en plein jour défendu par des batteries anti-aériennes. Les moins expérimentés se firent abattre lors de leur manœuvre de ressource au lieu de raser le sol hors de portée des tirs terrestres[203].
- absurdité de certains ordres, comme celui de ne pas engager le combat en cas de rencontre avec des patrouilles adverses, bien que tous n'aient pas suivi cet ordre[204]. Un autre exigeait que chaque pilote effectue au moins trois passes de tirs, multipliant d'autant plus la probabilité de se faire descendre[205]

### Épilogue
Les Alliés comblèrent leurs pertes matérielles en l’espace de deux semaines voire moins, et il est fort probable qu'il en aurait été de même tôt ou tard si la mission avait été réussie dans son intégralité, ne laissant en définitive qu'un court répit à la Luftwaffe. Si cette dernière ne manquait pas d'avions, le noyau des anciens se réduisait inexorablement, écrasé par la supériorité alliée qui en ce jour, ne perdirent presque pas de pilotes, alors que 22 commandants allemands d'unités disparaissaient des effectifs. Les pilotes suffisamment entraînés feront défaut jusqu'à la capitulation et Bodenplatte sera le dernier sursaut d’ampleur d’une Luftwaffe à l’agonie ayant vécu jadis ses heures de gloire.